# Foire commerciale de Lille
La Foire commerciale de Lille est une manifestation annuelle disparue en 2000.

## Histoire

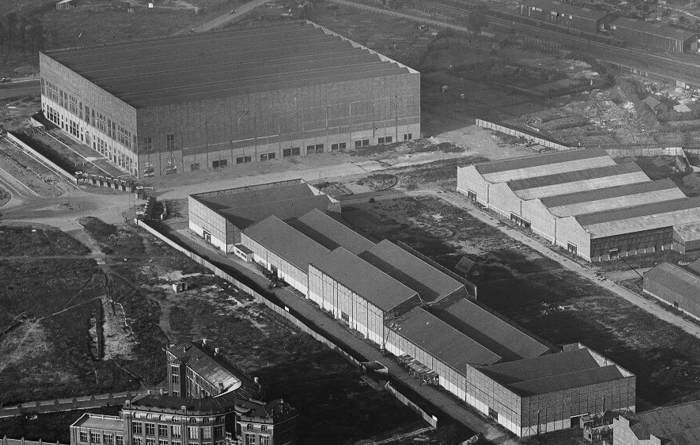
Foire commerciale de Lille en 1933

Après une première manifestation en 1902 sur le Champ de Mars, la foire de Lille, recréée en 1925 sur le boulevard des Écoles (Boulevard Jean-Baptiste-Lebas) avec 160 exposants, se déplace en 1927 sur le Champ de Mars puis, à partir de 1932, sur le terrain des anciennes fortifications entre l'ancienne  porte Louis XIV et les voies d'accès à la gare Saint-Sauveur (actuellement en bordure de l'avenue du Président-Hoover), concédé par la ville en 1931 pour une durée de 65 ans moyennant une redevance forfaitaire annuelle. Cinq halles à structure métallique sont construites à cet emplacement, celui du projet abandonné de gare de passage qui aurait remplacé la gare terminus (actuelle gare de Lille-Flandres). La plus importante de ces halles, le « Grand Palais », est la plus grande surface couverte d'Europe sans poteaux intermédiaires sous un plafond de 110 mètres sur 114 mètres à 30 mètres de hauteur comportant 2 500 tonnes de charpente. Ses façades reçurent en 1935 un habit décoratif de briques et béton réalisé par l'architecte Jacques Alleman.
La foire, visitée par un million de visiteurs, accueille plus de 3 000 exposants.  

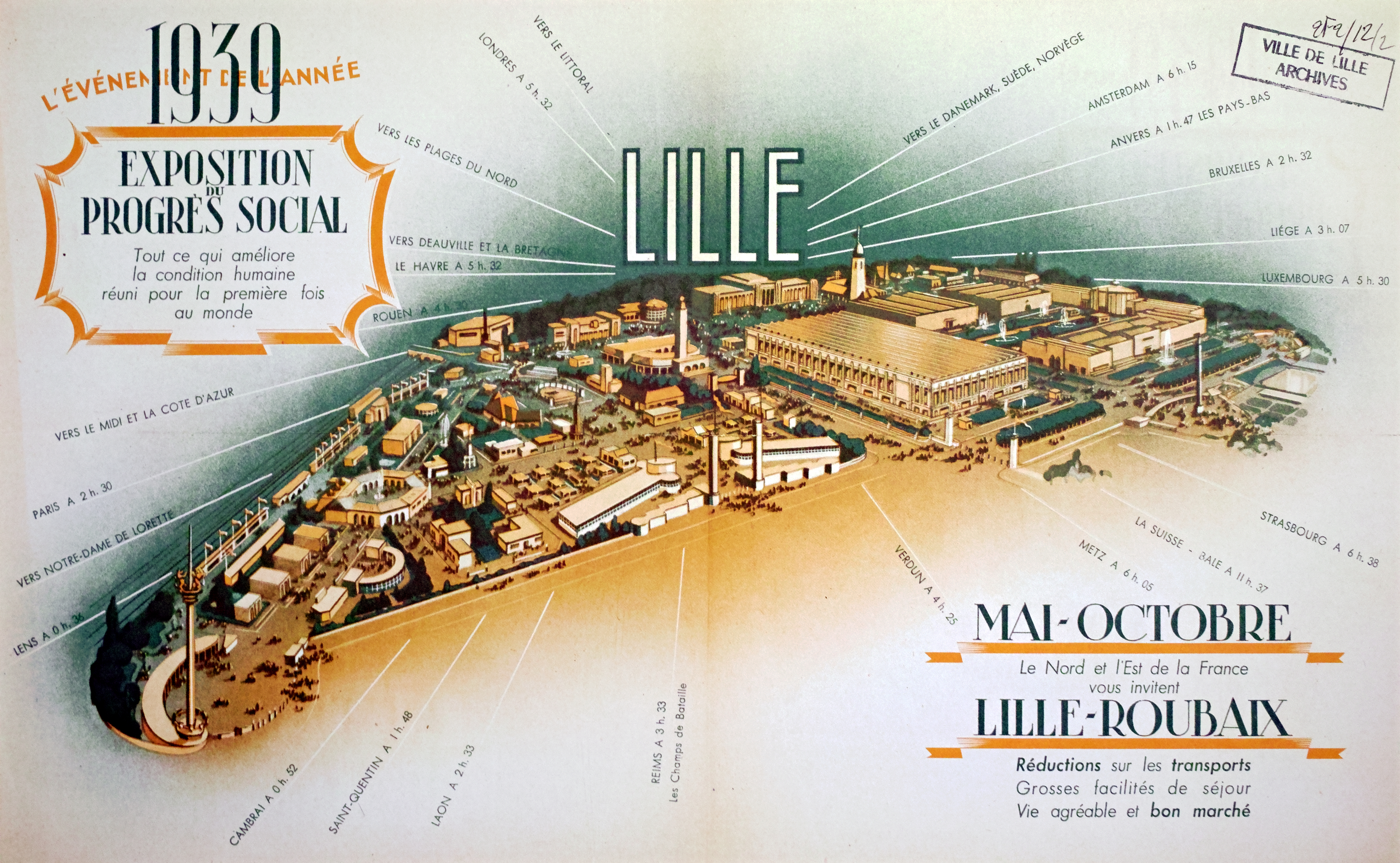
Exposition du progrès social en 1939.

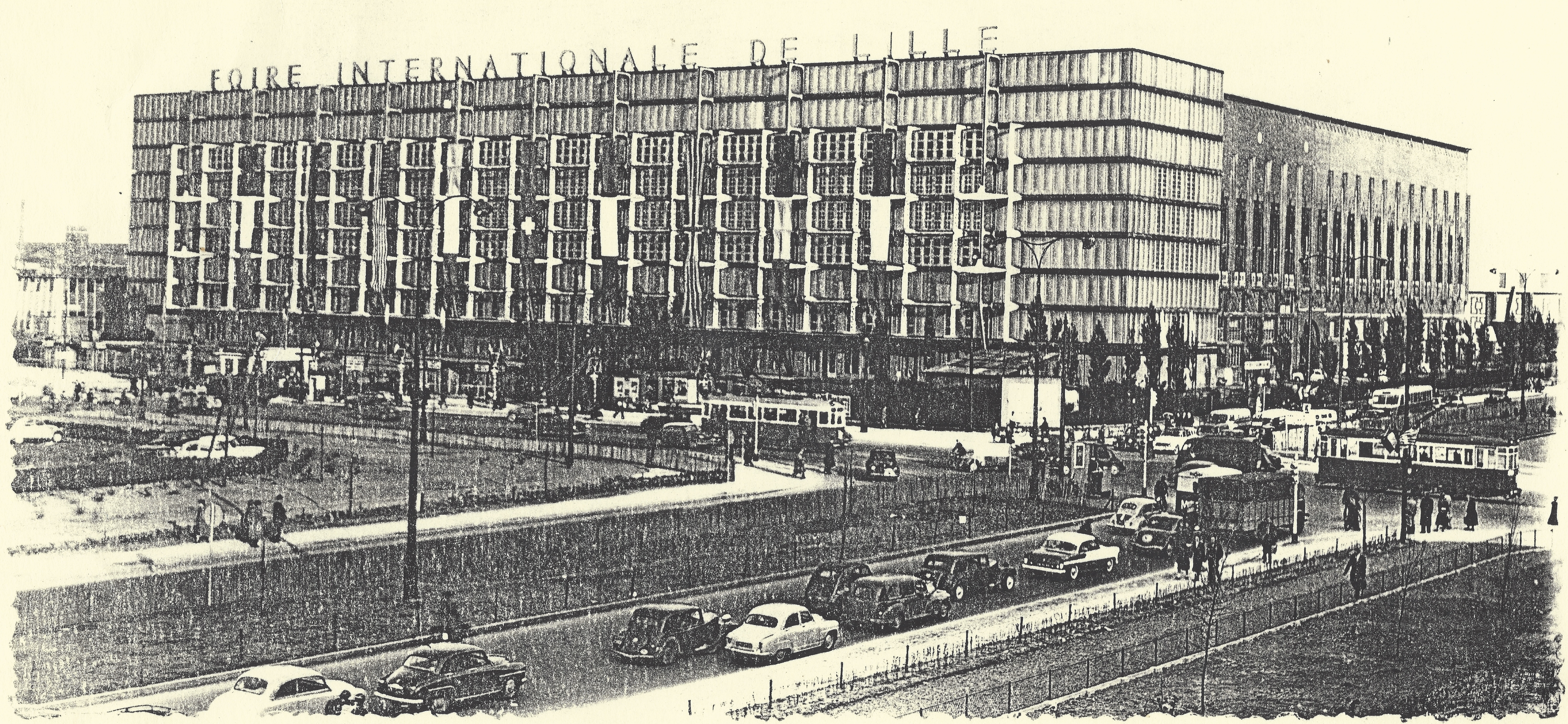
Foire internationale de Lille en 1951.

L'« exposition du Progrès social » est organisée à Roubaix (parc Barbieux) et à Lille sur le site de la foire commerciale, s’étendant également sur le terrain où est actuellement établi le bâtiment de Lille Grand Palais. Cette exposition est voulue par l'association des maires du Nord et de l'Est, pour montrer que, vingt ans après la fin de la Première Guerre mondiale, le renouveau, tant industriel que social, est bien installé. La manifestation est inaugurée le 14 mai 1939 par le ministre du commerce Fernand Gentin, avant de recevoir, le 5 juin, le président de la République Albert Lebrun, accueilli par une foule immense. Cette volonté affirmée de regarder vers l'avenir rencontre un beau succès et amène pendant quelques mois une succession d'événements joyeux (concerts, conférences,…). La déclaration de guerre du 3 septembre 1939 va provoquer la fin prématurée de l'exposition et de l'espoir qu'elle voulait représenter.
La partie nord du Grand Palais et les bâtiments le long de l'avenue du Président-Hoover sont détruits par un bombardement au cours de la Seconde Guerre mondiale. Bien que dévastée, la foire rouvre le 13 juillet 1946 après six années d'interruption et accueille dès les deux premiers jours 140 000 visiteurs. 
Les bâtiments le long de l'avenue du Président-Hoover sont reconstruits et le Grand Palais est restauré en 1950 avec une nouvelle façade principale conçue par Jean Prouvé comprenant des panneaux d'aluminium sur lesquels étaient fixés onze montants verticaux reliés par des plateformes horizontales. 
Ces bâtiments rénovés accueillent en 1951 l'exposition internationale du textile, les floralies en 1952. La foire commerciale connait son apogée dans les années 1950 et 1960 avec près d'un million et demi de visiteurs sur 200 000 m2 d'exposition en 1959.
Le Général de Gaulle visite la foire en 1966.

## Déclin et disparition
À partir des années 1970, l'événement annuel décline avec un nombre de visiteurs réduit à 380 000 en 1980, 185 000 en 1985. Le bâtiment du Grand Palais est détruit en 1993 laissant la place à celui du siège de Région. Le nom de Lille Grand Palais est donné au palais des Congrès construit en face.
La Foire ferme définitivement en 2000. Les bâtiments de la partie sud de la Foire commerciale subsistant après la destruction du Grand Palais sont ensuite démolis. Le quartier du "Bois habité" est construit à cet emplacement.